# NGC 4096
NGC 4096 é uma galáxia espiral barrada (SBc) localizada na direcção da constelação de Ursa Major. Possui uma declinação de +47° 28' 33" e uma ascensão recta de 12 horas, 06 minutos e 00,9 segundos.
A galáxia NGC 4096 foi descoberta em 9 de Março de 1788 por William Herschel.